# 兵庫県道144号西脇口吉川神戸線
兵庫県道144号西脇口吉川神戸線（ひょうごけんどう144ごう にしわきくちよかわこうべせん）は、兵庫県西脇市から神戸市北区に至る一般県道である。

## 概要
西脇市市原町から神戸市北区淡河町淡河に至る。
西脇市は田地沿いの道であるが、加東市以南からは山道であり、兵庫県北播磨地区の幹線道路である。

### 路線データ
- 起点：西脇市市原町（市原東交差点、国道427号交点、兵庫県道296号中安田市原線終点）
- 終点：神戸市北区淡河町淡河（兵庫県道38号三木三田線交点）

## 路線状況

### 重複区間
- 兵庫県道346号郷の瀬野村線（西脇市小坂町・小坂町交差点 - 西脇市郷瀬町・春日橋東詰交差点）
- 国道427号（西脇市郷瀬町・春日橋東詰交差点 - 西脇市高松町・高松交差点）
- 国道175号（西脇市上戸田・上戸田南交差点 - 西脇市高松町・高松交差点）
- 国道372号（加東市上三草・上三草交差点 - 加東市上三草）
- 兵庫県道17号西脇三田線（加東市下久米 - 加東市上久米・上久米交差点）
- 兵庫県道20号加古川三田線（三木市口吉川町桾原・桾原交差点 - 三木市口吉川町殿畑・殿畑交差点）
- 兵庫県道355号楠原三木線（三木市細川町中里）

### 道路施設

#### 橋梁
- 春日橋（杉原川、西脇市）
- 新西脇大橋（加古川・兵庫県道294号黒田庄多井田線・加古川線、西脇市）
- 新高松橋（高松谷川、西脇市、国道175号重複区間内）
- 三草橋（三草川、加東市）
- 宮下橋（鹿野川、加東市、兵庫県道17号西脇三田線重複区間内）
- 谷橋（千鳥川、加東市）
- 高橋（東条川、加東市）
- 斯武橋（美嚢川、三木市）
- 上南橋（小川川、三木市）
- 広瀬橋（淡河川、神戸市北区）

#### トンネル
- 西脇トンネル：延長422 m、1988年（昭和63年）竣工、西脇市（国道175号重複区間内）

## 地理

### 通過する自治体
- 西脇市
- 加東市
- 三木市
- 神戸市（北区）

### 交差する道路
| 交差する道路                                                                           | 市町村名 | 市町村名 | 交差する場所               | 交差する場所        |
| -------------------------------------------------------------------------------------- | -------- | -------- | -------------------------- | ------------------- |
| 国道427号 兵庫県道296号中安田市原線                                                    | 西脇市   | 西脇市   | 市原町                     | 市原東交差点 / 起点 |
| 兵庫県道346号郷の瀬野村線 重複区間起点                                                 | 西脇市   | 西脇市   | 小坂町                     | 小坂町交差点        |
| 国道427号 重複区間起点 兵庫県道346号郷の瀬野村線 重複区間終点                          | 西脇市   | 西脇市   | 郷瀬町（ごのせちょう）     | 春日橋東詰交差点    |
| 兵庫県道17号西脇三田線 兵庫県道54号西脇停車場線                                        | 西脇市   | 西脇市   | 上野                       | 上野交差点          |
| 国道175号 重複区間起点                                                                 | 西脇市   | 西脇市   | 上戸田                     | 上戸田南交差点      |
| 兵庫県道294号黒田庄多井田線                                                            | 西脇市   | 西脇市   | 堀町                       | [ 注釈 1 ]          |
| 兵庫県道347号和布西脇線                                                                | 西脇市   | 西脇市   | 和布町                     | [ 注釈 2 ]          |
| 兵庫県道294号黒田庄多井田線 重複区間起点                                               | 西脇市   | 西脇市   | 高松町                     | [ 注釈 3 ]          |
| 国道175号 重複区間終点 国道427号 重複区間終点 兵庫県道294号黒田庄多井田線 重複区間終点 | 西脇市   | 西脇市   | 高松町                     | 高松交差点          |
| 国道372号 重複区間起点                                                                 | 加東市   | 加東市   | 上三草                     | 上三草交差点        |
| 国道372号 重複区間終点                                                                 | 加東市   | 加東市   | 上三草                     |                     |
| 兵庫県道17号西脇三田線 重複区間起点                                                    | 加東市   | 加東市   | 下久米                     |                     |
| 兵庫県道17号西脇三田線 重複区間終点                                                    | 加東市   | 加東市   | 上久米                     | 上久米交差点        |
| 兵庫県道75号小野藍本線                                                                 | 加東市   | 加東市   | 新定                       | 新定交差点          |
| 兵庫県道20号加古川三田線 重複区間起点                                                  | 三木市   | 三木市   | 口吉川町桾原（くぬぎはら） | 桾原交差点          |
| 兵庫県道20号加古川三田線 重複区間終点                                                  | 三木市   | 三木市   | 口吉川町殿畑               | 殿畑交差点          |
| 兵庫県道355号楠原三木線 重複区間起点                                                   | 三木市   | 三木市   | 細川町中里                 |                     |
| 兵庫県道355号楠原三木線 重複区間終点                                                   | 三木市   | 三木市   | 細川町中里                 |                     |
| 兵庫県道38号三木三田線                                                                 | 神戸市   | 北区     | 淡河町淡河                 | 終点                |

### 交差する鉄道
- 加古川線

### 沿線
- 西脇市立日野小学校
- 市原鉄道記念館（旧鍛冶屋線 市原駅跡）
- 西脇市立西脇中学校
- 西脇市立西脇小学校
- 加東市立三草小学校
- 社上久米郵便局
- 加東市立米田小学校
- やしろの森公園
- 三木市立口吉川小学校
- まなびの郷みずほ
- 道の駅淡河

### 沿線ガイド

#### 西脇市
- 全線2車線が供用され、西脇市の中心部を通過する。

#### 加東市
- 全線2車線の区間が供用されている。以前は下久米周辺の道路は異常気象時の事前通行規制区間、そして、狭い区間であり、離合不可能な区間・視界が悪い区間であったために兵庫県道17号西脇三田線に迂回していた。その迂回した区間で交通事故・渋滞が頻発して、バイパス整備が急がれていた。その結果、2011年（平成23年）にバイパスが開通した[1]。

#### 三木市
- 2車線の道路が確保されているが、1車線もあり、所々狭い区間がある。狭い区間の拡幅整備は兵庫県に要望しているが、現在も交通量・費用対効果などで整備は困難な状況である。口吉川町大島では用地買収が進んでいるが、本格的な整備はされていない[2][3]。

#### 神戸市
- 全線2車線の道路であり、市内には信号機が1基もない。兵庫県道38号三木三田線との交点で終点を迎える。

## ギャラリー

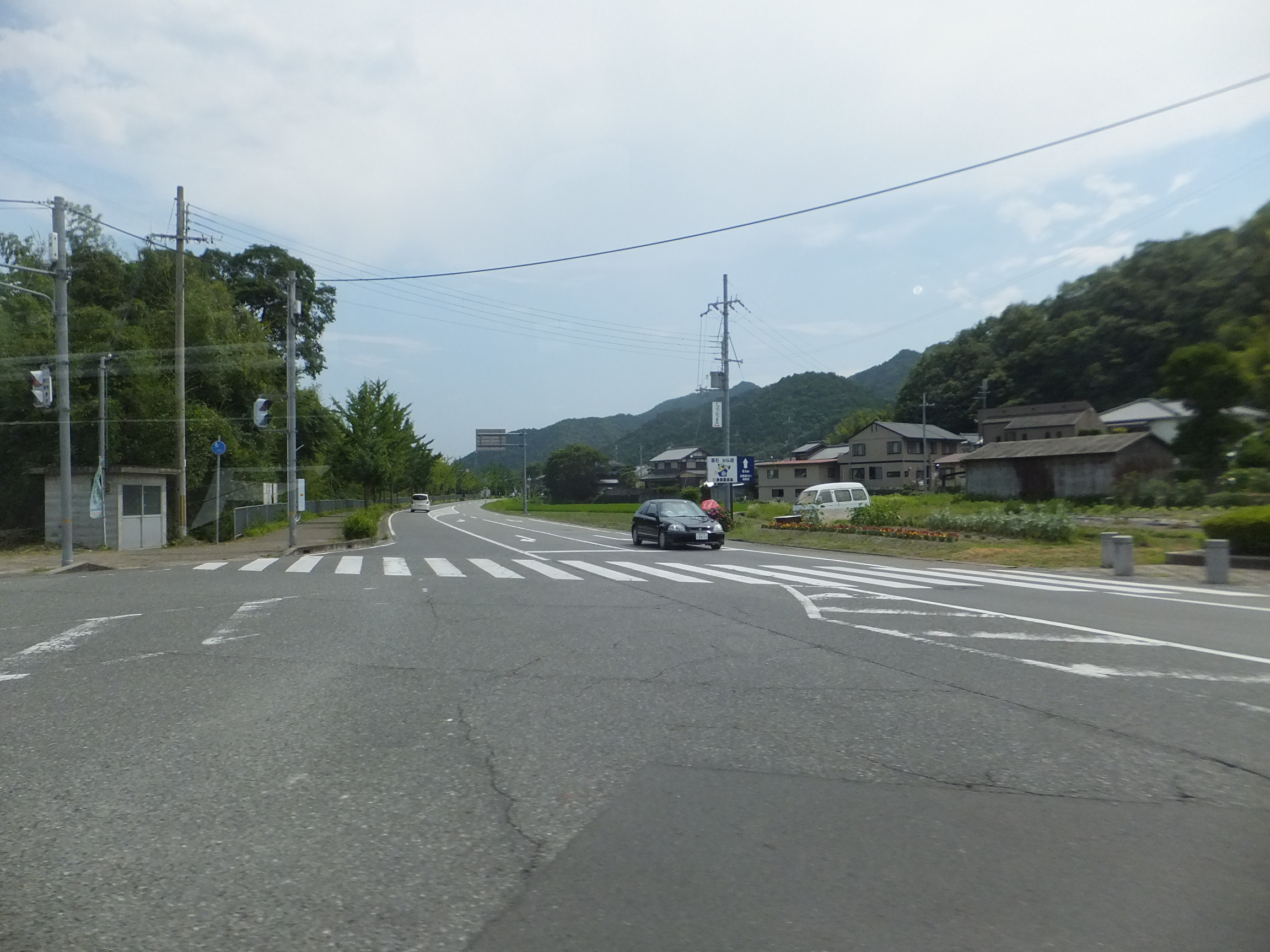
起点付近 西脇市市原町で撮影
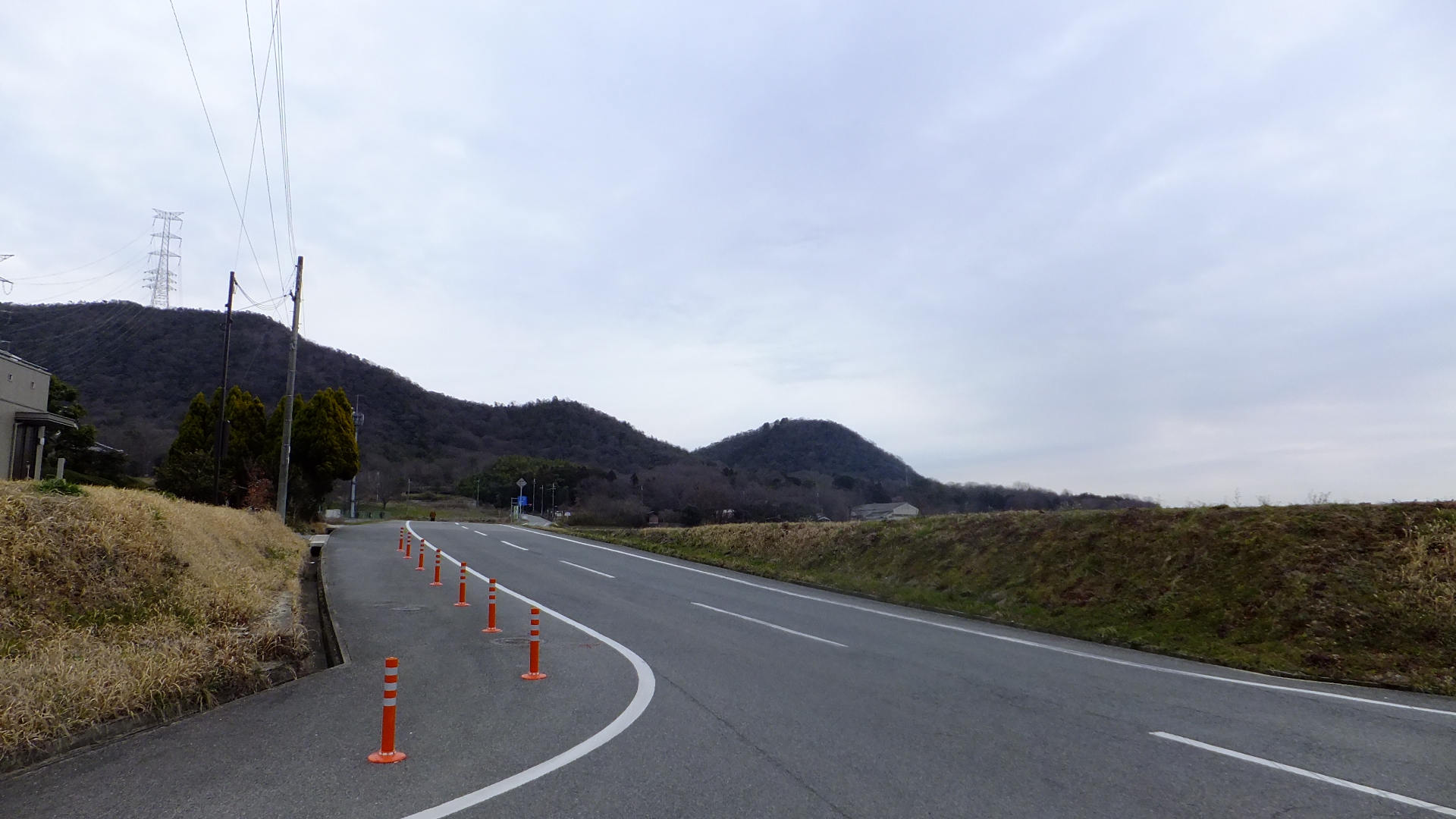
国道175号との交点付近 西脇市高松町で撮影
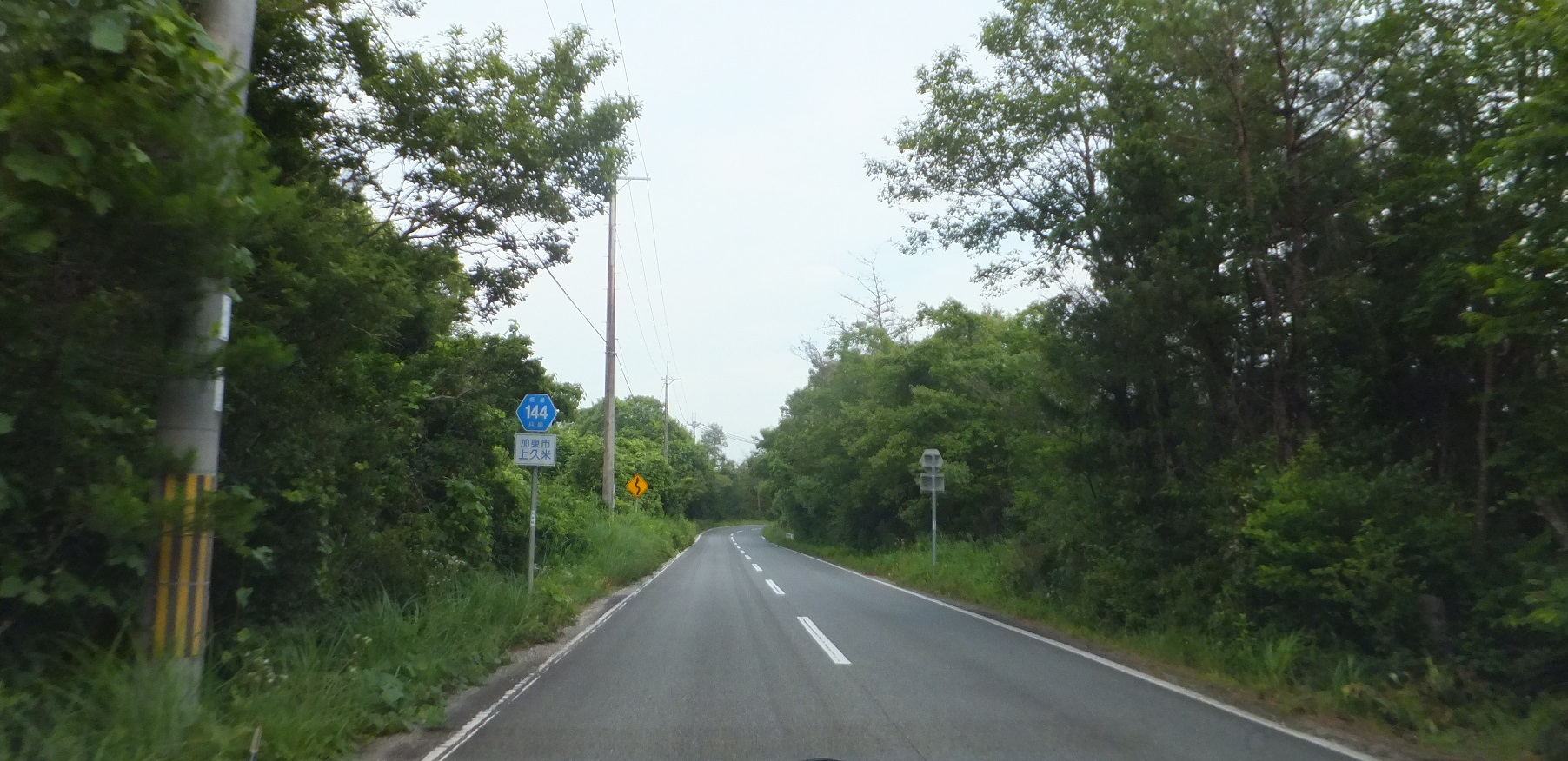
本道の標識 加東市下久米で撮影
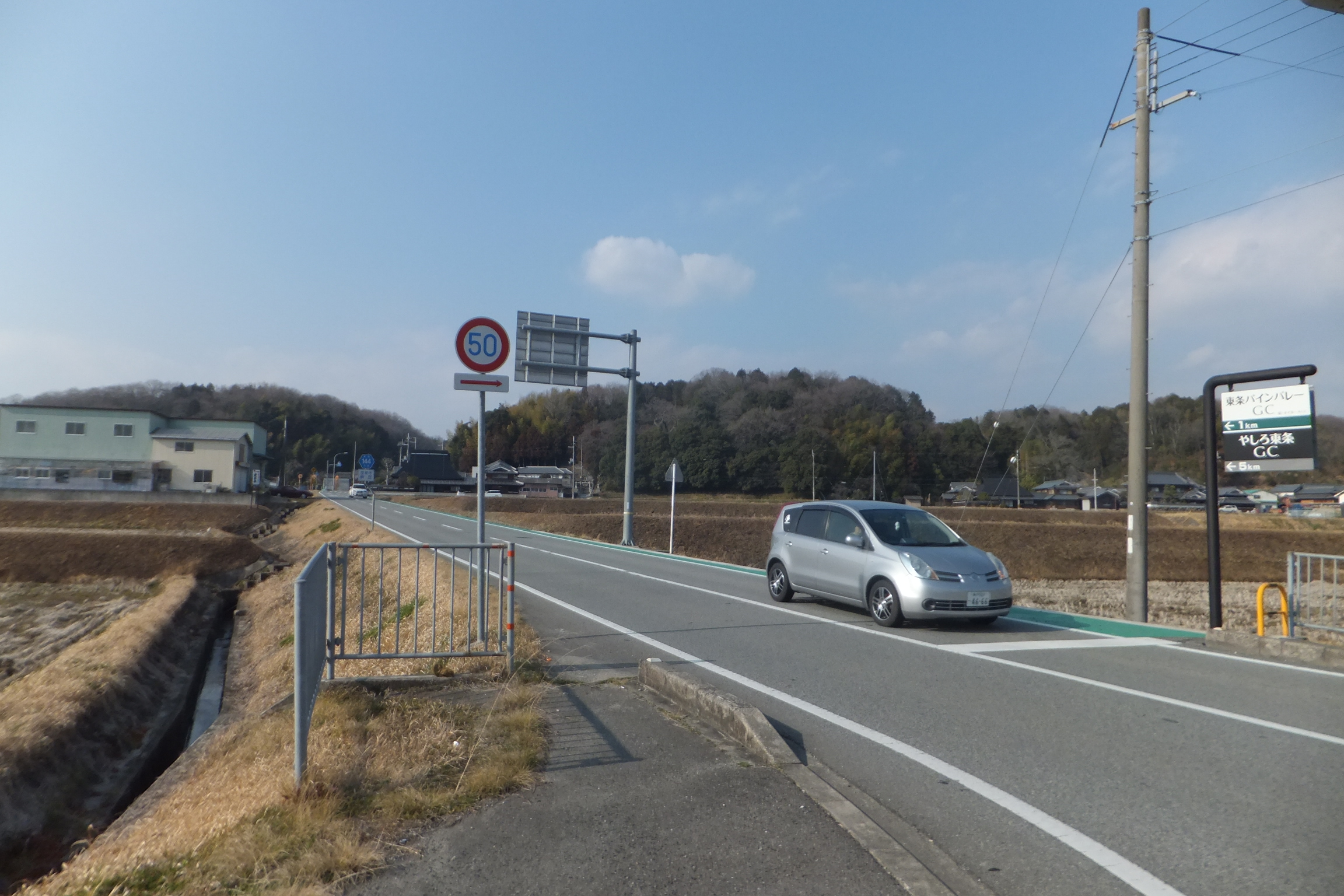
兵庫県道75号小野藍本線との交点付近 加東市新定で撮影
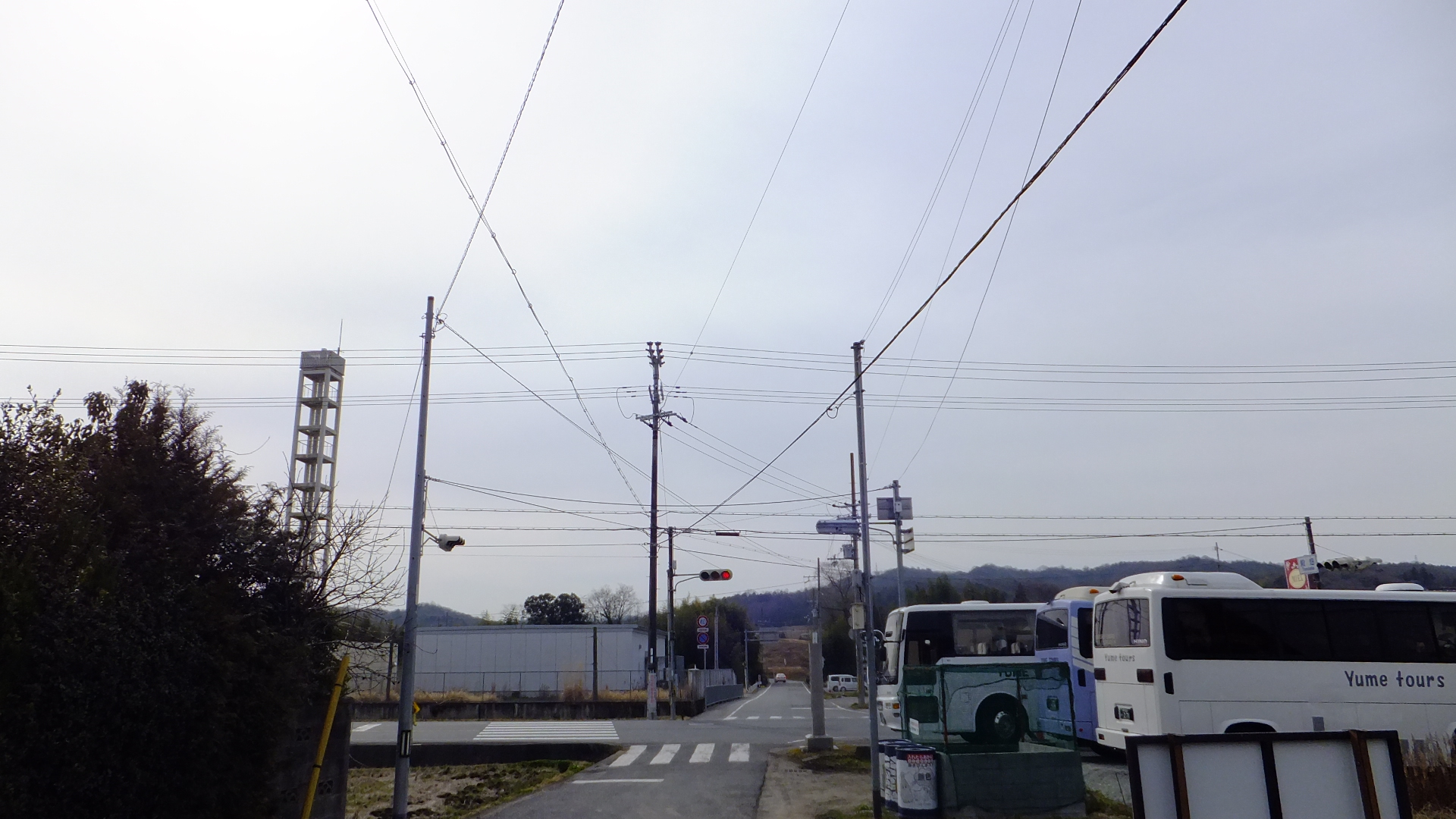
兵庫県道20号加古川三田線の交点付近 三木市口吉川町殿畑で撮影
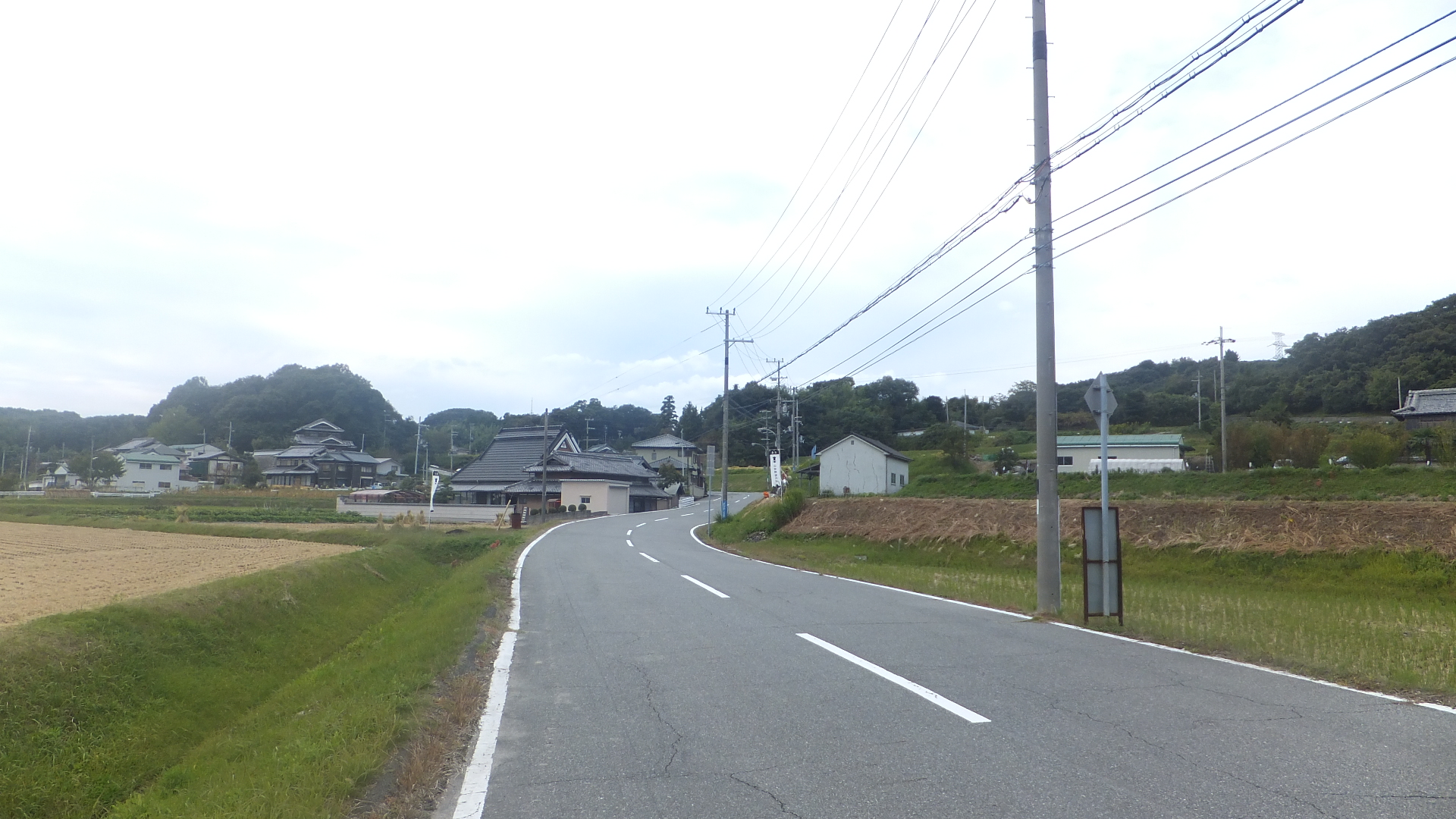
淡河町の田園沿い 神戸市北区淡河町勝雄で撮影
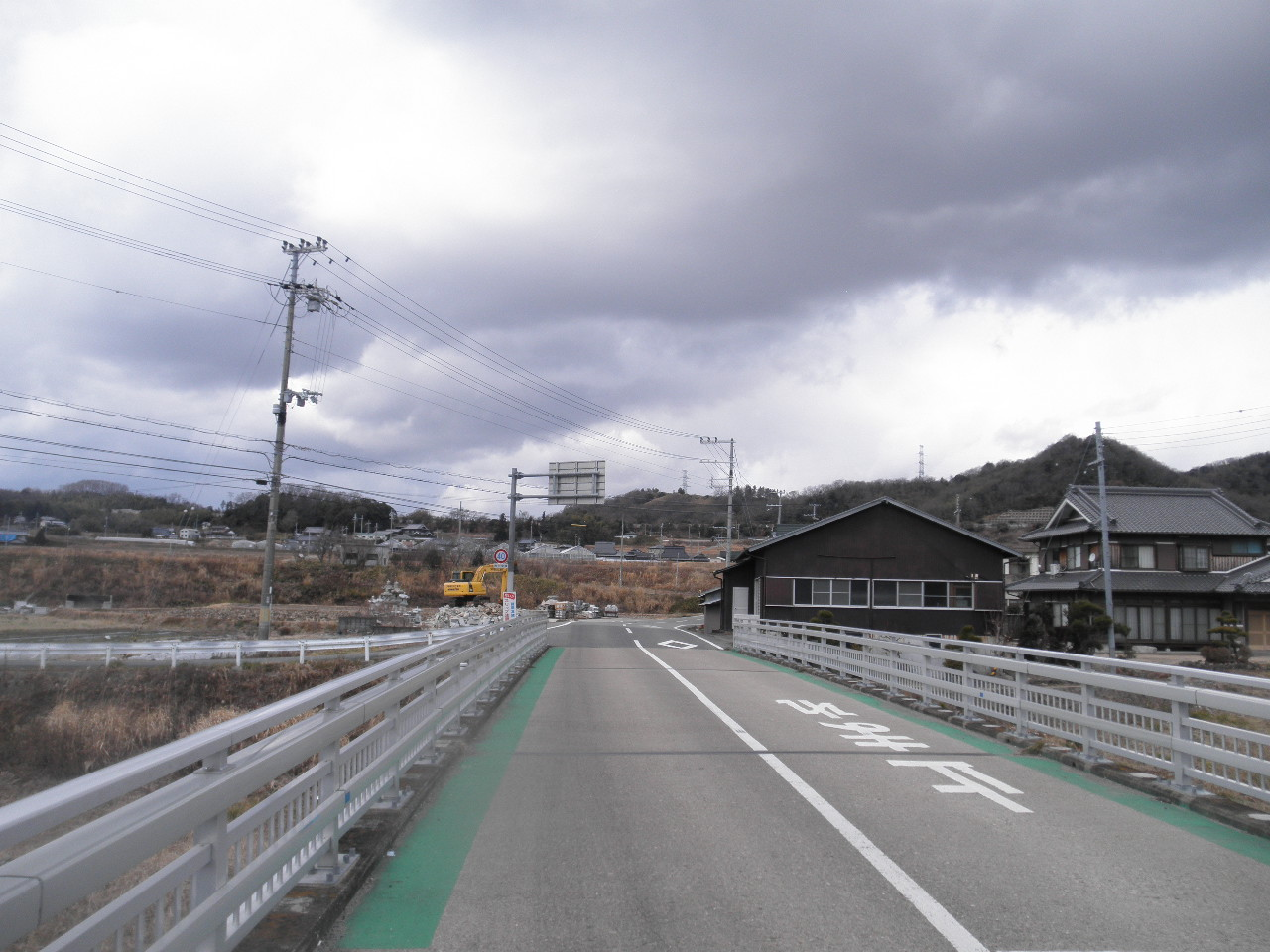
終点付近 神戸市北区淡河町淡河で撮影